# Salix fargesii
Salix fargesii — вид квіткових рослин із родини вербових (Salicaceae).

## Морфологічна характеристика

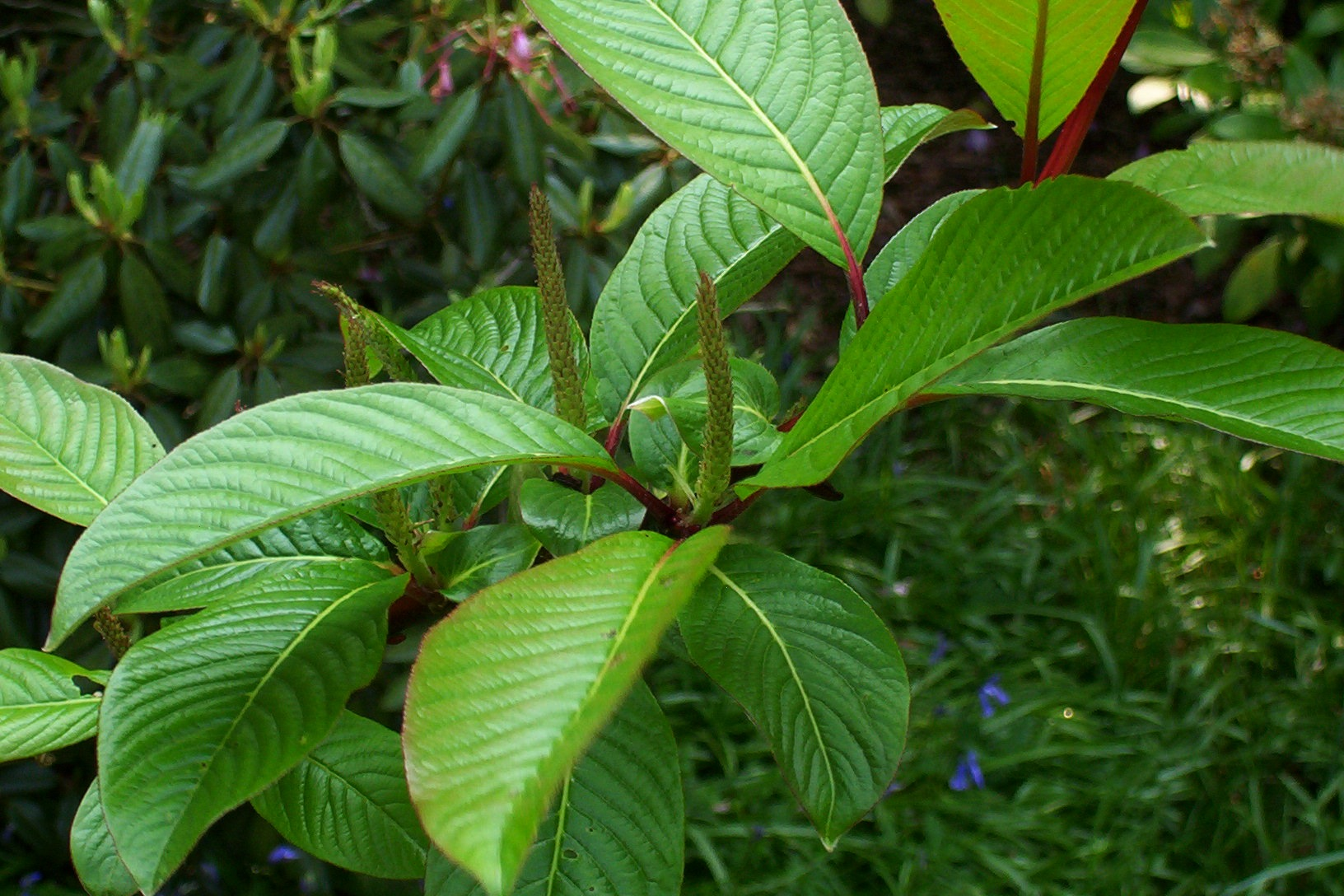

Це дерево чи кущ. Молоді гілочки з ниткоподібними волосками біля основи. Листкова ніжка 15 мм, зазвичай з кількома залозками; листкова пластинка еліптична або вузько-яйцеподібна, ≈ 11 × 6 см, абаксіально (низ) зеленувата, біло ворсинчаста вздовж жилок, адаксіально тьмяно-зелена, гола абочи ± запушена, край залозисто-пилчастий, верхівка гостра до округлої. Чоловіча сережка 6–8 см. Жіноча сережка до 12 см. Коробочка подовжено-яйцеподібна, волохата чи гола.

## Середовище проживання
Ганьсу, Хубей, Шеньсі, Сичуань. Росте в горах; на висотах 1400–1600 метрів.